# Корона королевы Марии Моденской

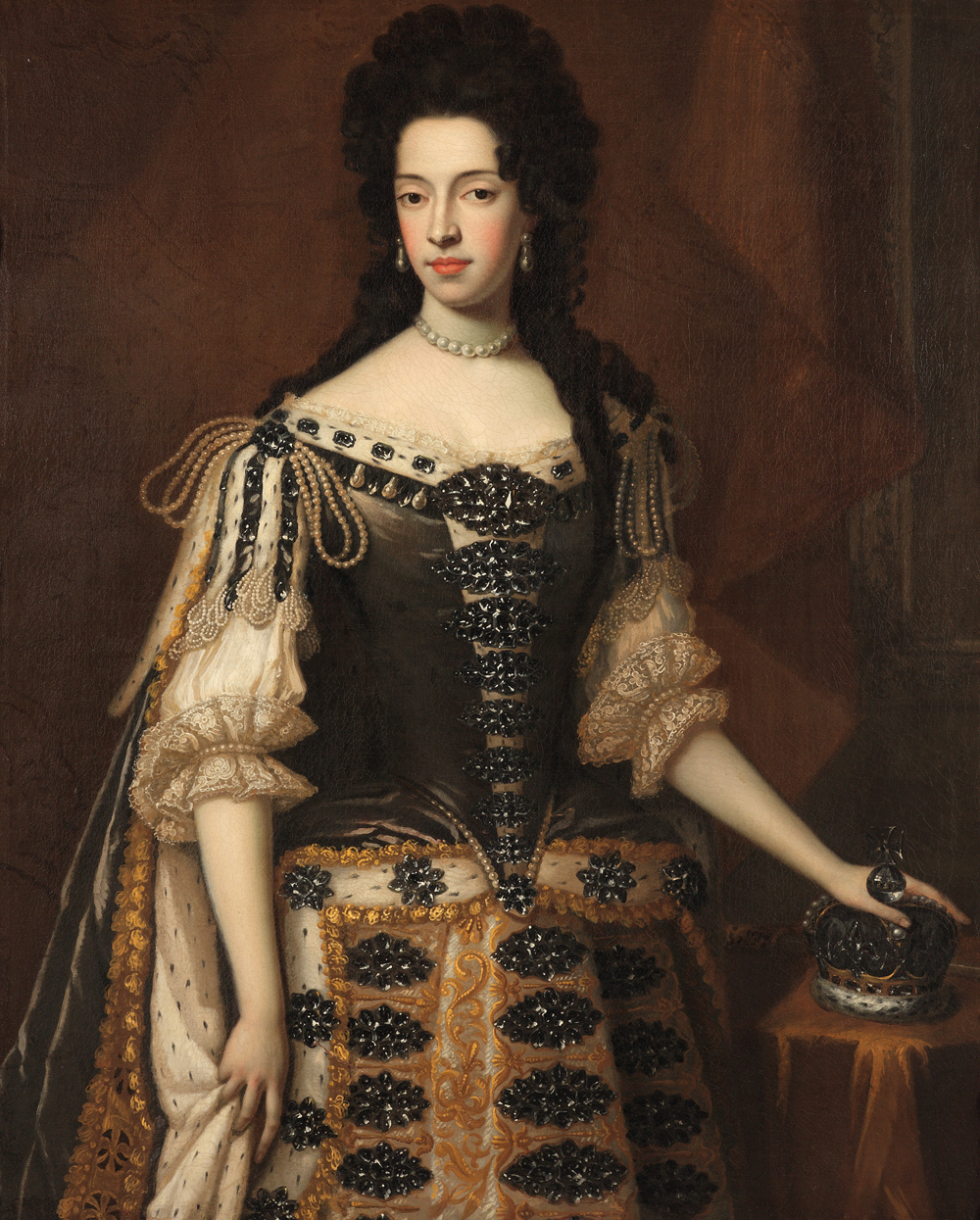
Мария Моденская с короной

Корона королевы Марии — государственная корона Марии Моденской — королевы-консорта Англии, Шотландии и Ирландии, жены английского короля Якова II.

## История
Для коронации Марии Моденской, состоявшейся в апреле 1685 года, нужно было изготовить новую корону. Эту корону изготовил ювелирных дел мастер Ричард де Бовуар.
В 1831 году бриллианты в короне Марии Моденской были заменены на горный хрусталь из за того, что они были перенесены в корону королевы Аделаиды.
С 1836 года корона не использовалась и хранилась в запасниках Тауэра.
Сейчас корона находится в постоянной экспозиции Лондонского Тауэра в Казармах Ватерлоо.

## Описание
Корона изготовлена в стиле английских королевских регалий — венец с чередующимися четырьмя крестами и четырьмя геральдическими лилиями выше которых от крестов идут четыре полуарки, венчает которые шар с крестом.
Корона изготовлена из золота и была украшена 561 бриллиантом и 129 крупными матовыми жемчужинами.
Диаметр — 19 см.